# Шаніс Крафт
Шаніс Крафт (нім. Shanice Craft, нар. 15 травня 1993) — німецька легкоатлетка, яка спеціалізується в метанні диска, чемпіонка та призерка світових та континентальних першостей у різних вікових категоріях. Учасниця Олімпійських ігор-2016 (11 місце у метанні диска).
14 лютого 2020 на змаганнях у приміщенні «ISTAF Indoor» в Берліні встановила вище світове досягнення з метання диска в приміщенні (64,03), покращивши попередній рекордний показник (62,07), що був встановлений нею самою у 2015. 10 лютого 2023 покращила цей показник ще раз, довівши його до 65,23 м.